# CF Большого Пса
CF Большого Пса (лат. CF Canis Majoris) — одиночная переменная звезда в созвездии Большого Пса на расстоянии (вычисленном из значения параллакса) приблизительно 5916 световых лет (около 1814 парсеков) от Солнца. Видимая звёздная величина звезды — от +12,4m до +11,8m.

## Характеристики
CF Большого Пса — пульсирующая полуправильная переменная звезда типа SRB (SRB).